# Claderia viridiflora
Claderia viridiflora – gatunek roślin z monotypowego rodzaju Claderia z rodziny storczykowatych (Orchidaceae). Rośliny występują w Azji Południowo-Wschodniej w takich krajach i regionach jak: Borneo, Kambodża, Malezja Zachodnia, Nowa Gwinea, Celebes, Sumatra, Tajlandia.

## Systematyka
Gatunek sklasyfikowany do podplemienia Cymbidiinae w plemieniu Cymbidieae, podrodzina epidendronowe (Epidendroideae), rodzina storczykowate (Orchidaceae), rząd szparagowce (Asparagales) w obrębie roślin jednoliściennych.